# Paul Hubschmid
Paul Hubschmid, anche noto come Paul Christian (Aarau, 20 luglio 1917 – Berlino, 31 dicembre 2001), è stato un attore svizzero.

## Biografia
Si forma come attore nella scuola di recitazione Max Reinhardt Seminar di Vienna. Fino al 1948, si divide tra i due maggiori teatri della capitale, il Deutsches Theater e il Theater in der Josefstadt.
Nel 1948 si trasferisce a Hollywood, e qui con il nome d'arte Paul Christian è protagonista di svariate produzioni. Nel 1953 si stabilisce a Berlino, dove è un nome di punta delle produzioni tedesche del tempo. Dal 1961 è anche molto attivo nei musical teatrali, in particolare specializzandosi nel ruolo del Professor Higgins in vari adattamenti di My Fair Lady. Tra il 1967 e il 1980 è sposato con l'attrice Eva Renzi.

## Filmografia parziale
- Lettere d'amore smarrite (Die mißbrauchten Liebesbriefe), regia di Leopold Lindtberg (1940)
- Dono di primavera (Altes Herz wird wieder jung), regia di Erich Engel (1943)
- Bagdad, regia di Charles Lamont (1949)
- Valzer celeste (Der himmlische Walzer), regia di Géza von Cziffra (1948)
- Profondità misteriose (Geheimnisvolle Tiefe), regia di Georg Wilhelm Pabst (1949)
- Palace Hotel, regia di Emil Berna, Leonard Steckel (1952)
- Fuga all'ovest (No Time for Flowers), regia di Don Siegel (1952)
- Il risveglio del dinosauro (The Beast from 20,000 Fathoms), regia di Eugène Lourié (1953)
- Cavalcata romantica (Ungarische Rhapsodie), regia di Peter Berneis, André Haguet  (1954)
- Il tesoro di Rommel, regia di Romolo Marcellini (1955)
- Ingrid - Die Geschichte eines Fotomodells, regia di Géza von Radványi (1955)
- Tu sei la musica (Du bist Musik), regia di Paul Martin (1956)
- Appuntamento a Zurigo (Die Zürcher Verlobung), regia di Helmut Käutner (1957)
- Sissi a Ischia (Scampolo), regia di Alfred Weidenmann  (1958)
- Ihr 106. Geburtstag, regia di Günther Lüders (1958)
- Italienreise - Liebe inbegriffen, regia di Wolfgang Becker  (1958)
- La morte viene dallo spazio, regia di Paolo Heusch (1958)
- Il sepolcro indiano (Das Indische Grabmal), regia di Fritz Lang (1959)
- La tigre di Eschnapur (Der Tiger von Eschnapur), regia di Fritz Lang (1959)
- La mano rosa (Die rote Hand), regia di Kurt Meisel (1960)
- Il ladro di Venezia (The Thief of Venice), regia di John Brahm (1960)
- Il re di Roma - Aquila imperiale (Napoléon II, l'aiglon), regia di Claude Boissol (1961)
- Sono solo una donna (Ich bin auch nur eine Frau), regia di Alfred Weidenmann (1962)
- Nude per amare (Das große Liebesspiel), regia di Alfred Weidenmann (1963)
- Il triangolo circolare (Le Grain de sable), regia di Pierre Kast (1964)
- La sfida viene da Bangkok, regia di Gianfranco Parolini  (1964)
- La notte del desiderio (Die Lady), regia di Hans Albin, Peter Berneis (1964)
- Operazione maggiordomo (Le majordome), regia di Jean Delannoy (1965)
- Operazione Zanzibar (Mozambique), regia di Robert Lynn (1965)
- Jacqueline e gli uomini (Moi et les hommes de 40 ans), regia di Jacques Pinoteau (1965)
- Upperseven, l'uomo da uccidere, regia di Alberto De Martino  (1966)
- Playgirl, regia di Will Tremper  (1966)
- Funerale a Berlino (Funeral in Berlin), regia di Guy Hamilton (1966)
- Manon 70, regia di Jean Aurel (1968)
- Spie oltre il fronte (In Enemy Country), regia di Harry Keller (1968)
- Una donna tutta nuda (Negresco - Eine tödliche Affäre), regia di Klaus Lemke (1968)
- Taste of Excitement, regia di Don Sharp (1969)
- Tropis - Uomo o scimmia? (Skullduggery), regia di  Gordon Douglas (1970)